# Combiné nordique aux Jeux olympiques de 1988
Pour des articles plus généraux, voir Combiné nordique aux Jeux olympiques et Jeux olympiques d'hiver de 1988.
Navigation
Sarajevo 1984 Albertville 1992
Les épreuves de combiné nordique aux Jeux olympiques d'hiver de 1988 se déroulent dans le Parc provincial de Canmore Nordic Centre et dans le Parc national olympique du Canada entre le 23 et le 28 février 1988. C'est la première fois que l'épreuve du combiné nordique par équipe figure au programme olympique. C'est aussi la première fois que le tableau de Gundersen, méthode permettant de convertir les points en secondes, est utilisé aux Jeux olympiques.

## Podiums
| Épreuves                       | Or                                                                | Argent                                               | Bronze                                                       |
| ------------------------------ | ----------------------------------------------------------------- | ---------------------------------------------------- | ------------------------------------------------------------ |
| Individuel résultats détaillés | Hippolyt Kempf (SUI)                                              | Klaus Sulzenbacher (AUT)                             | Allar Levandi (URS)                                          |
| Par équipe résultats détaillés | Allemagne de l'Ouest Thomas Müller Hubert Schwarz Hans-Peter Pohl | Suisse Fredy Glanzmann Hippolyt Kempf Andreas Schaad | Autriche Hansjörg Aschenwald Klaus Sulzenbacher Günther Csar |

## Résultats

### Individuel
Dans l'épreuve individuelle, les athlètes font trois sauts notés sur la distance et le style. Les points des deux meilleurs sauts sont additionnés. Ils parcourent ensuite 15 kilomètres de ski de fond en partant avec une pénalité de temps : pour chaque point de moins que le premier au saut à ski, ils partent 6,7 secondes après lui au ski de fond. L'ordre des coureurs à l'arrivée donne le classement final.
| Rang   | Athlète                  | Saut à ski | Saut à ski | Ski de fond   | Ski de fond | Temps total   |
| Rang   | Athlète                  | Points     | Rang       | Temps         | Rang        | Temps total   |
| ------ | ------------------------ | ---------- | ---------- | ------------- | ----------- | ------------- |
| Or     | Hippolyt Kempf (SUI)     | 217,9      | 3          | 38 min 16 s 8 | 2           | 39 min 27 s 5 |
| Argent | Klaus Sulzenbacher (AUT) | 228,5      | 1          | 39 min 46 s 5 | 17          | 39 min 46 s 5 |
| Bronze | Allar Levandi (URS)      | 216,6      | 4          | 39 min 12 s 4 | 12          | 40 min 31 s 8 |
| 4      | Uwe Prenzel (RFA)        | 207,6      | 13         | 38 min 18 s 8 | 4           | 40 min 38 s 2 |
| 5      | Andreas Schaad (SUI)     | 207,2      | 14         | 38 min 18 s 0 | 3           | 40 min 40 s 0 |
| 6      | Torbjørn Løkken (NOR)    | 199,4      | 19         | 37 min 39 s 0 | 1           | 40 min 53 s 0 |
| 7      | Miroslav Kopal (TCH)     | 208,7      | 12         | 38 min 48 s 0 | 8           | 41 min 00 s 0 |
| 8      | Marko Frank (RFA)        | 209,4      | 10         | 39 min 08 s 2 | 11          | 41 min 15 s 6 |
| 9      | Thomas Prenzel (RFA)     | 215,5      | 5          | 39 min 51 s 4 | 20          | 41 min 18 s 1 |
| 10     | Vassili Savin (URS)      | 203,7      | 17         | 38 min 37 s 5 | 6           | 41 min 22 s 9 |

### Par équipe
Dans l'épreuve par équipe, les trois athlètes d'une équipe font trois sauts chacun. À chaque tour, les deux meilleurs sauts de chaque équipe comptent. Ils font ensuite un relais de 3x10 kilomètres en ski de fond en partant avec une pénalité de temps : pour chaque point de moins que la meilleure équipe au saut à ski, ils partent 5 secondes après elle au ski de fond. L'ordre des équipes à l'arrivée donne le classement final.
| Rang   | Équipe                                                                  | Saut à ski | Saut à ski | Ski de fond       | Ski de fond | Temps total       |
| Rang   | Équipe                                                                  | Points     | Rang       | Temps             | Rang        | Temps total       |
| ------ | ----------------------------------------------------------------------- | ---------- | ---------- | ----------------- | ----------- | ----------------- |
| Or     | Allemagne de l'Ouest (Thomas Müller, Hubert Schwarz et Hans-Peter Pohl) | 629,8      | 1          | 1 h 20 min 46 s 0 | 8           | 1 h 20 min 46 s 0 |
| Argent | Suisse (Fredy Glanzmann, Hippolyt Kempf et Andreas Schaad)              | 571,4      | 6          | 1 h 15 min 57 s 4 | 1           | 1 h 20 min 49 s 4 |
| Bronze | Autriche (Hansjörg Aschenwald, Klaus Sulzenbacher et Günther Csar)      | 626,6      | 2          | 1 h 21 min 00 s 9 | 9           | 1 h 21 min 16 s 9 |
| 4      | Norvège                                                                 | 596,6      | 3          | 1 h 18 min 48 s 4 | 3           | 1 h 21 min 34 s 4 |
| 5      | Allemagne de l'Est                                                      | 571,6      | 5          | 1 h 18 min 13 s 5 | 2           | 1 h 23 min 04 s 5 |
| 6      | Tchécoslovaquie                                                         | 573,5      | 4          | 1 h 19 min 02 s 1 | 4           | 1 h 23 min 43 s 1 |
| 7      | Finlande                                                                | 561,3      | 7          | 1 h 19 min 56 s 3 | 7           | 1 h 25 min 38 s 3 |
| 8      | France                                                                  | 541,0      | 8          | 1 h 19 min 45 s 4 | 5           | 1 h 27 min 09 s 4 |
| 9      | Japon                                                                   | 515,3      | 10         | 1 h 19 min 54 s 3 | 6           | 1 h 29 min 26 s 3 |
| 10     | États-Unis                                                              | 516,9      | 9          | 1 h 23 min 42 s 9 | 10          | 1 h 33 min 06 s 9 |
| 11     | Union soviétique                                                        | 282,5      | 11         | DNF               | -           | DNF               |

## Tableau des médailles
| Rang | Nation               | Or | Argent | Bronze | Total |
| ---- | -------------------- | -- | ------ | ------ | ----- |
| 1er  | Suisse               | 1  | 1      | 0      | 2     |
| 2e   | Allemagne de l'Ouest | 1  | 0      | 0      | 1     |
| 3e   | Autriche             | 0  | 1      | 1      | 2     |
| 4e   | Union soviétique     | 0  | 0      | 1      | 1     |